# Greatest Hits Tour (The Vamps)
El Greatest Hits World Tour es la séptima gira musical de la banda británica The Vamps con motivo de celebración por los 10 años de la banda. La gira inició el 22 de noviembre de 2022 en Mánchester, Inglaterra.

## Antecedentes
El 16 de junio de 2022, se anunció oficialmente el Greatest Hits Tour, con 11 fechas en Reino Unido e Irlanda, como motivo de celebración de los 10 años de la banda, este tour repasara los grandes éxitos de la banda desde "Can We Dance" hasta "All Night" y mucho más.
El 25 de octubre se anunciaron fechas en Australia, Asia y Europa, haciendo que el tour se extenda al 2023, sumando 18 fechas más. Se espera que se añadan fechas en Latinoamérica en el futuro.

## Grabaciones
El 15 de noviembre de 2022, una semana antes del inicio de la gira, la banda anunció que el show en el O2 Arena de Londres sería grabado y lanzado el 1 de diciembre del mismo año con el lanzamiento de su nuevo sitio web de videos "TheVamps+"

## Setlist
1. Last Night
2. Girls on TV
3. Rest Your Love
4. Cheater
5. Wild Heart
6. Hurricane
7. Shades On
8. Tristan Drum Solo
9. Middle of the Night
10. Shout About It
11. Wake Up
12. Just My Type
13. Too Good to Be True
14. Would You
15. Seat at the Table
16. Can We Dance
17. Missing You
18. Married in Vegas
19. Risk It All

Encore
1. All Night
2. Oh Cecilia (Breaking My Heart)
3. Lovestruck
4. Somebody to You

- "Shout About It" fue interpretada en el primer show en Mánchester después de "Middle of the Night".
- Durante el show en Brighton, la banda invitó a una fan a cantar "Million Words" después de "Middle of the Night".
- En el show en Londres, Patrick Droney se unió a la banda para acompañar con guitarra "Middle of the Night".

## Fechas
| Fecha                   | Ciudad      | País              | Lugar                            | Actos de Apertura            |
| Europa                  | Europa      | Europa            | Europa                           | Europa                       |
| ----------------------- | ----------- | ----------------- | -------------------------------- | ---------------------------- |
| 22 de noviembre de 2022 | Mánchester  | Inglaterra        | O2 Apollo Manchester             | The Aces Henry Moddie        |
| 23 de noviembre de 2022 | Mánchester  | Inglaterra        | O2 Apollo Manchester             | The Aces Henry Moddie        |
| 25 de noviembre de 2022 | Brighton    | Inglaterra        | Brighton Centre                  | The Aces Henry Moddie        |
| 27 de noviembre de 2022 | Londres     | Inglaterra        | The O2 Arena                     | The Aces Henry Moddie        |
| 30 de noviembre de 2022 | Bournemouth | Inglaterra        | Bournemouth International Centre | The Aces Henry Moddie        |
| 1 de diciembre de 2022  | Cardiff     | Gales             | Cardiff International Arena      | The Aces Henry Moddie        |
| 3 de diciembre de 2022  | Dublín      | Irlanda           | 3Arena                           | The Aces Henry Moddie        |
| 5 de diciembre de 2022  | Belfast     | Irlanda del Norte | The SSE Arena                    | The Aces Henry Moddie        |
| 7 de diciembre de 2022  | Liverpool   | Inglaterra        | M&S Bank Arena                   | The Aces Henry Moddie        |
| 8 de diciembre de 2022  | Glasgow     | Escocia           | The OVO Hydro                    | The Aces Henry Moddie        |
| 10 de diciembre de 2022 | Nottingham  | Inglaterra        | Motorpoint Arena                 | The Aces Henry Moddie        |
| 11 de diciembre de 2022 | Birmingham  | Inglaterra        | Utilita Arena Birmingham         | The Aces Henry Moddie        |
| Oceanía                 |             |                   |                                  |                              |
| 1 de febrero de 2023    | Brisbane    | Australia         | The Tivoli                       | Sam Nelson                   |
| 3 de febrero de 2023    | Sídney      | Australia         | Enmore Theatre                   | Sam Nelson                   |
| 4 de febrero de 2023    | Melbourne   | Australia         | Forum Theatre                    | Sam Nelson                   |
| Asia                    |             |                   |                                  |                              |
| 6 de febrero de 2023    | Tokio       | Japón             | Zepp DiverCity                   | -                            |
| 7 de febrero de 2023    | Osaka       | Japón             | Namba Hatch                      | -                            |
| 10 de febrero de 2023   | Bangkok     | Tailandia         | Samyan Mitrtown Hall             | -                            |
| 12 de febrero de 2023   | Singapur    | Singapur          | MediaCorp Theatre                | -                            |
| 15 de febrero de 2023   | Seúl        | Corea del Sur     | Yes 24 Live Hall                 | -                            |
| 17 de febrero de 2023   | Manila      | Filipinas         | SM Mall of Asia Arena            | -                            |
| Europa                  |             |                   |                                  |                              |
| 28 de febrero de 2023   | Utrecht     | Países Bajos      | Tivoli Vredenburg                | Idolising Nova Beetlebug     |
| 1 de marzo de 2023      | Ámsterdam   | Países Bajos      | Paradiso                         | Beetlebug Henry Moodie       |
| 2 de marzo de 2023      | Bruselas    | Bélgica           | La Madeleine                     | Idolising Nova Henry Moodie  |
| 4 de marzo de 2023      | París       | Francia           | Salle Pleyel                     | Idolising Nova Henry Moodie  |
| 5 de marzo de 2023      | Colonia     | Alemania          | Carlswerk Victoria               | Idolising Nova Henry Moodie  |
| 7 de marzo de 2023      | Fráncfort   | Alemania          | Batschkapp                       | Idolising Nova Henry Moodie  |
| 8 de marzo de 2023      | Múnich      | Alemania          | TonHalle                         | Idolising Nova Henry Moodie  |
| 9 de marzo de 2023      | Zúrich      | Suiza             | X-Tra                            | Idolising Nova Thomas Headon |
| 11 de marzo de 2023     | Milán       | Italia            | Fabrique                         | Idolising Nova Thomas Headon |
| 27 de marzo de 2023     | Varsovia    | Polonia           | Expo XXI                         | Idolising Nova Thomas Headon |
| 26 de mayo de 2023      | Londres     | Inglaterra        | Royal Albert Hall                | -                            |
| 27 de mayo de 2023      | Margam      | Gales             | Old Park Farm                    | Festival                     |